# Bronzeleber von Piacenza

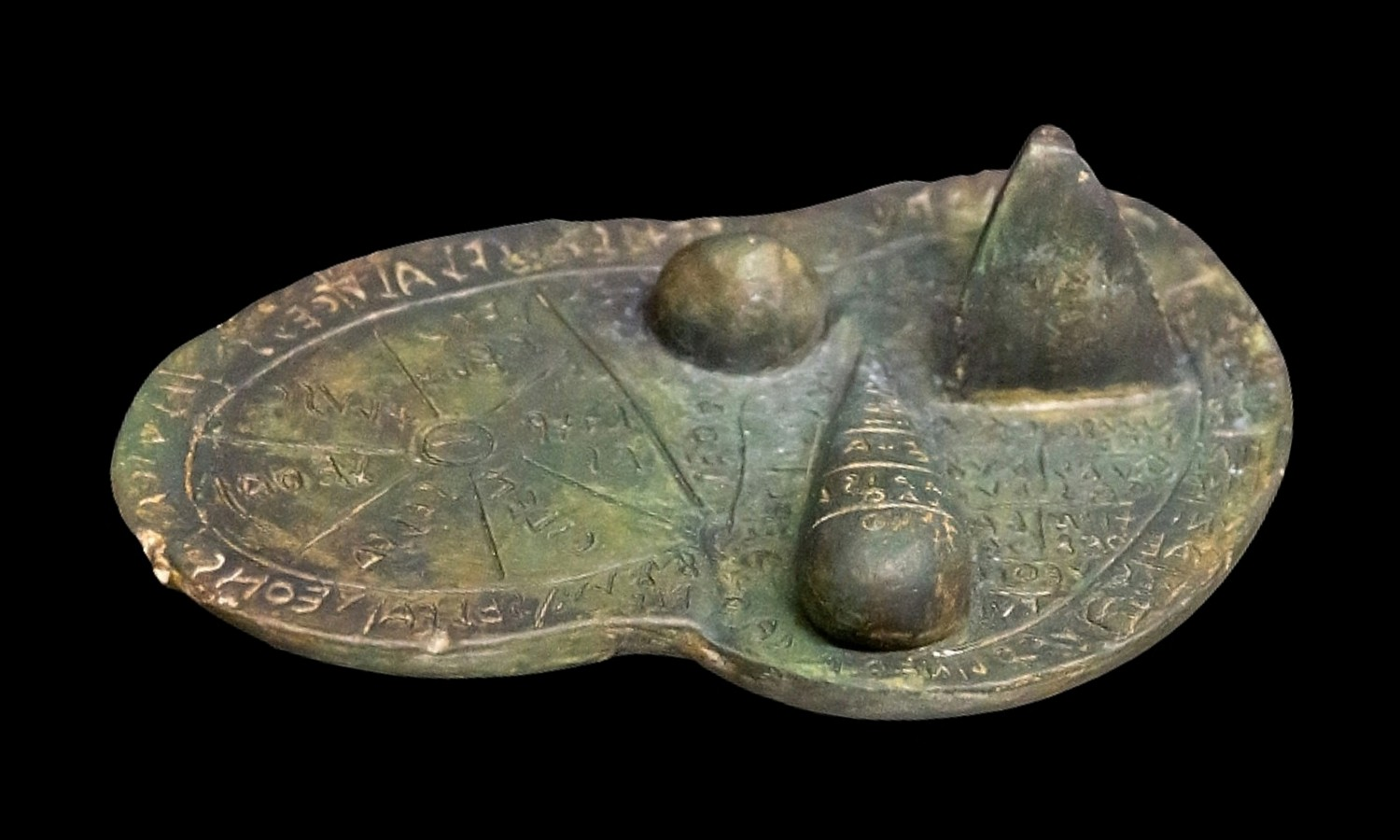
Bronzeleber von Piacenza (Replik)

Die Bronzeleber von Piacenza ist ein Modell einer Schafsleber aus dem späten 2. oder frühen 1. Jahrhundert v. Chr. und diente vermutlich als Lehrmodell für etruskische Priester (Haruspices) bei der Leberschau. Die Leber galt in der Antike als Hauptstück der Eingeweide und neben dem Herz als Zentralorgan des Lebens. Der den Makrokosmos gestaltende Götterwille spiegelte sich nach antiker Auffassung im Mikrokosmos der Leber. Aufgabe der Priester war es, die Götterregionen auf der Leber zu kennen und auffällige Zeichen richtig zu deuten. Mit Hilfe der Bronzeleber konnten die Blitzgötter der 16 Himmelsregionen aus der etruskischen Blitzlehre weitgehend identifiziert werden.

## Entdeckungsgeschichte

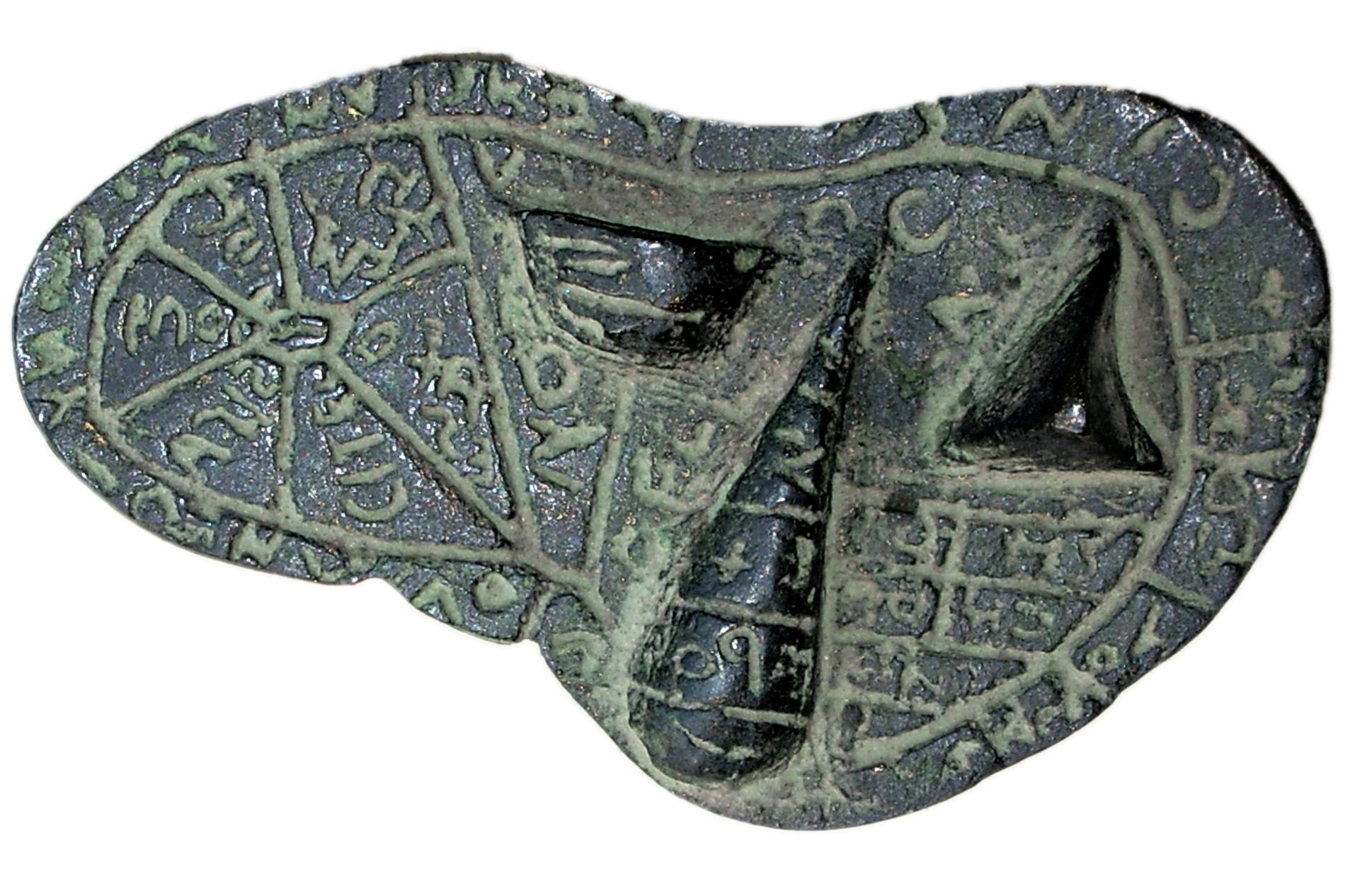
Bronzeleber von Piacenza (Replik)

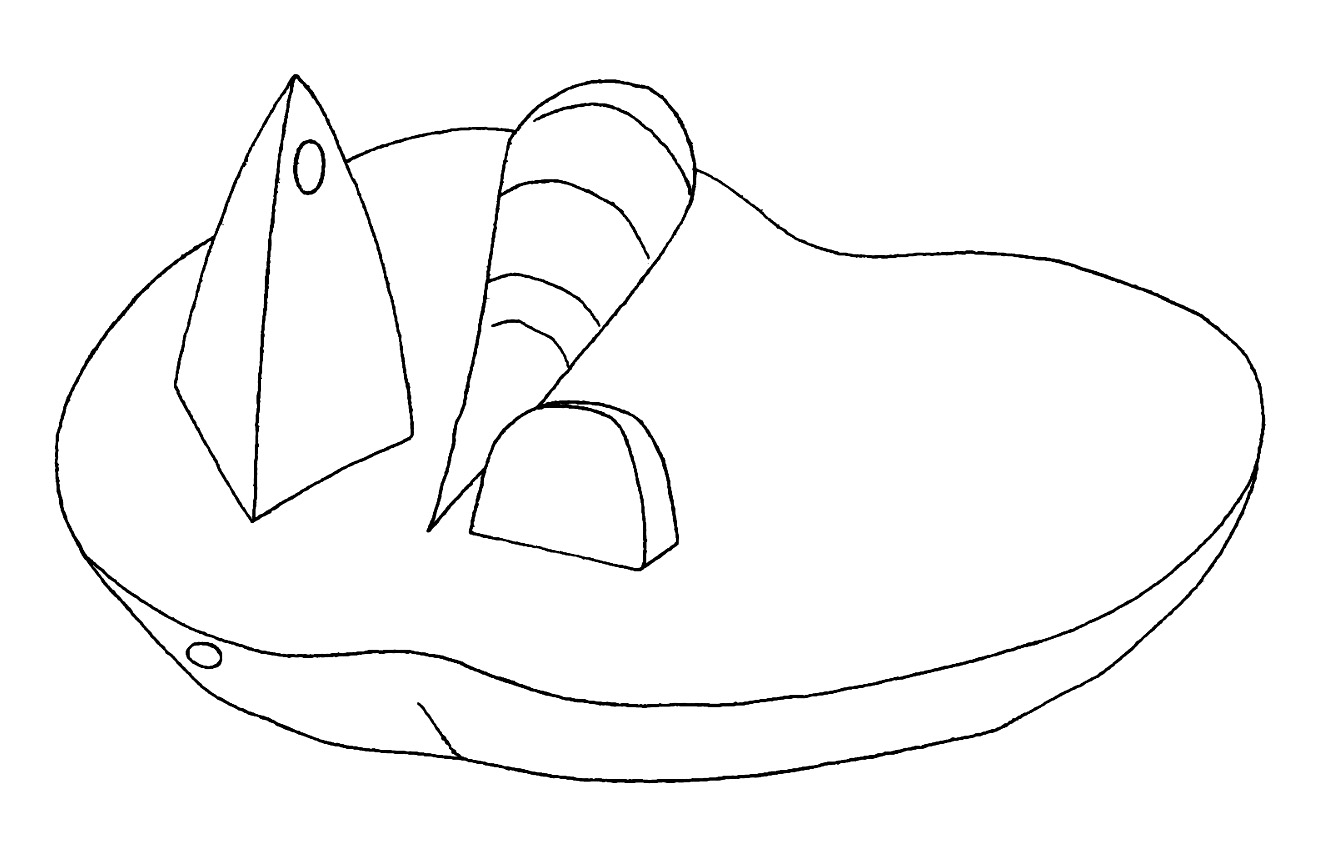
Zeichnung der Bronzeleber von schräg oben

Die Bronzeleber von Piacenza wurde nach dem Fundbericht von A. Gaetano Tononi in der Emilia-Romagna gegen Ende September 1877 auf einem Acker bei Settima in der Gemeinde Gossolengo unweit von Piacenza von einem Bauern beim Pflügen ausgegraben. Auf dem Acker waren früher schon antike Objekte gefunden worden. Der Bauer legte seinen Fund unter einen Baum und setzte seine Arbeit fort. Am Abend holte er das Fundstück, reinigte es und nahm es mit nach Hause.
Später brachte er das Fundstück Pfarrer Luigi Fulcini in der Hoffnung, Geld dafür zu erhalten. Graf Giuseppe Gazzola, Großgrundbesitzer in jener Gegend, erfuhr von der Fundsache und bat den Pfarrer, sie ihm zu schicken, um sie dem Grafen Francesco Caracciolo, bei dem er gerade zu Gast war, zu zeigen. Caracciolo beschloss, das Fundstück zu erwerben, und ließ den Bauern noch einige Tage am Fundort Nachgrabungen durchführen, die jedoch erfolglos blieben. Er zahlte dem Bauer abschließend etwa 60 Lire, was heute etwa 300 EUR entspricht. Die Bronzeleber ließ Caracciolo abzeichnen, fotografieren und in Gips abgießen.
Gaetano Tononi zeigte im Frühling 1878 eine Fotografie seinem Freund Giovanni Mariotti, dem Direktor des Königlichen Museums in Parma. Dieser informierte Capitano Vittorio Poggi (1833–1914), einen wissenschaftlich gebildeten Offizier, der durch die Publikation etruskischer Inschriften bekannt geworden war und Erfahrung bei der Einschätzung antiker Fundstücke vorweisen konnte. Poggi erklärte sich zu einer Publikation über die Bronzeleber bereit, die er als etruskisch erkannt hatte. Der Graf Caracciolo schickte ihm daraufhin für einige Tage das Original nach Parma zum genaueren Studium.
Im Sommer 1878 erschien Poggis Abhandlung Di un bronzo Piacentino con leggende Etrusche (Über eine Bronze aus Piacenza mit etruskischer Legende) mit 26 Seiten und drei Abbildungen in der Buchreihe Deputazioni di Storia Patria dell’Emilia (Beiträge zur Heimatgeschichte der Emilia) und später auch im Separatabdruck. Poggi lieferte in seinem Aufsatz einen kurzen Fundbericht mit Beschreibung, deutete die Schrift richtig und ging in 47 Nummern die eingeritzten Götternamen durch, die er überwiegend korrekt gelesen und interpretiert hatte. Den Schluss bildet eine kurze Erörterung der möglichen Bedeutungen des Fundstücks. Er selbst hielt das Objekt für ein Amulett und erklärte einige allgemeine Bedenken gegen seine Echtheit.
Seit 1894 befindet sich die Bronzeleber im Besitz des Museo Civico von Piacenza, das sich im Palazzo Farnese befindet. Aktuell wird die Bronzeleber im Untergeschoss eines kleinen Turms der Cittadella Viscontea ausgestellt.

## Beschreibung

Vorder- und Rückseite der Bronzeleber

Die Bronzeleber ist 12,6 cm lang, 7,6 cm breit und 6,0 cm hoch. Die etruskischen Schriftzeichen sind 4 bis 6 mm hoch. Das Gewicht der Bronzeleber beträgt 635 g.
Die Oberseite ist flach, mit Ausnahme von drei Erhebungen. Links oben steht eine dreiseitige Pyramide, 3,9 cm hoch und regelmäßig geformt, mit einem gewölbten gleichseitigen Dreieck als Grundfläche. Die Kanten der Pyramide verlaufen nicht gerade, sondern konvex gekrümmt. An der linken Seite der Pyramide befindet sich etwa 1 cm unter der Spitze ein rundlich-ovales Loch. Die zweite Erhebung entspricht dem Viertel eines Ellipsoids, ist 1,7 cm hoch, 2,0 cm lang und 1,0 cm dick. Die dritte Erhebung ist ein in seiner ganzen Länge fest aufliegender, an der Basis kugelförmig abgerundeter Halbkegel mit einer Länge von 5,6 cm. Die maximale Breite beträgt 2,0 cm, die maximale Höhe 1,5 cm.
Auf der flachen Oberseite und dem Halbkegel sind Linien und Lettern tief eingeritzt, die Buchstaben fast alle noch lesbar. Die Linien und Erhebungen teilen die Oberfläche in insgesamt 40 Felder, in denen die Namen etruskischer Gottheiten eingraviert sind. Den Rand umläuft ein breiter Streifen mit 16 Feldern. In der linken Hälfte sind sechs Felder annähernd zu in einem Rad mit sechs Speichen angeordnet. Rechts bilden die Felder eine annähernd rechteckige Form.
Die Unterseite ist konvex gewölbt. Von unten nach oben führt ein flach erhöhter Streifen, der sich an beiden Enden etwas verbreitert und die Unterseite in zwei Hälften abschnürt. Auf der Seite mit der Pyramide beträgt die maximale Dicke etwa 2,0 cm, auf der anderen Seite 1,7 cm. Am oberen Ende des Streifens befindet sich zu beiden Seiten je eine eingeritzte Inschrift. Die Unterseite weist am oberen Rand und auf der rechten Seite jeweils ein deutlich sichtbares Loch auf.
Die Oberseite des Modells entspricht der Aufteilung einer Schafsleber in eine linke und rechte Leberhälfte (lobus sinister/lobus dexter). Daneben gibt es noch den Schwanzlappen (lobus caudatus), der durch die Pyramide verkörpert werden soll. Der Halbkegel stellt die Gallenblase (vesica fellea) dar. Der Viertelellipsoid in der Mitte des Modells entspricht vermutlich dem Papillarfortsatz der Schafsleber (processus papillaris). Der Streifen auf der Rückseite stellt ein Leberband (ligamentum teres hepatis) dar. Die Oberseite veranschaulicht den Teil der Schafsleber, der zu den Eingeweiden hin gerichtet ist, die Unterseite den Teil, der am Rücken des Tieres anliegt. Die genannten Löcher befinden sich an Stellen, an denen Blutgefäße an die Leber anschließen.
Die Zusammensetzung der Bronzeleber untersuchte erstmals der Chemiker Dioscoride Vitali um 1880 in Parma. Er stellte fest, dass das Fundstück hauptsächlich aus Kupfer mit einer verhältnismäßig geringen Beimischung von Zinn besteht. Auch Spuren von Eisen finden sich darin. Diese Zusammensetzung stimmt mit einer Bronze-Legierung überein, die im Altertum häufig anzutreffen war. Die Patina entsprach der eines Bronzegegenstands, der lange Zeit in der Erde vergraben war.

## Die Inschriften
Die Inschriften in den Feldern sind nahezu eindeutig entziffert und transkribiert.

### Die Inschriften in den einzelnen Feldern
Die Tabelle folgt der standardisierten Nummerierung und der Transkription von Alessandro Morandi.
| Nr. | Inschrift  | Nr. | Inschrift | Nr. | Inschrift   | Nr. | Inschrift  |
| --- | ---------- | --- | --------- | --- | ----------- | --- | ---------- |
| 1   | Tin/Cil/en | 11  | Lethns    | 21  | Thvfl/thas  | 31  | Selva      |
| 2   | Tin/Thvf   | 12  | Tluscu    | 22  | Tinsth/Neth | 32  | Letha      |
| 3   | Tins/thne  | 13  | Celsth    | 23  | Catha       | 33  | Tlusc      |
| 4   | Uni/Mae    | 14  | Cvl Alp   | 24  | Fuf/lus     | 34  | Lvsl/Velch |
| 5   | Tec/vm     | 15  | Vetisl    | 25  | Tvnth       | 35  | Satr/es    |
| 6   | Lvsl       | 16  | Cilensl   | 26  | Marisl/Lar  | 36  | Cilen      |
| 7   | Neth       | 17  | Tur       | 27  | Leta        | 37  | Letham     |
| 8   | Cath       | 18  | Lethn     | 28  | Neth        | 38  | Metlvmth   |
| 9   | Fuflu/ns   | 19  | La/sl     | 29  | Herc        | 39  | Mar        |
| 10  | Selva      | 20  | Tins/Thvf | 30  | Mar         | 40  | Tlusc      |

Auf der Rückseite der Bronzeleber sind Tivs (links) und Usils (rechts), Genitivformen von Tiv (Mond) und Usil (Sonne) eingeritzt. Die beiden Leberhälften sind demgemäß gekennzeichnet mit (Teil) des Mondes und der Sonne. Die Leber könnte dadurch hinsichtlich der Divination in einen unheilvollen feindlichen Teil (pars hostilis) und einen glückverheißenden freundlichen Teil (pars familiaris) unterteilt sein. Die Gottheiten in den 16 Randfeldern entsprechen den Göttern der 16 Himmelsregionen aus der etruskischen Blitzlehre, die in diesen Himmelsgegenden wohnten und von dort ihre Blitze schleuderten.
Einige Götter werden mehrfach genannt. Bei manchen Inschriften ist zweifelhaft, ob es sich dabei um Götternamen handelt. Eventuell geben manche Inschriften bestimmte Funktionen von Gottheiten an, so in Feld 14 die Gottheit Cul in der Funktion Alp oder auch in Feld 2 Tin in der Funktion als Thvf. Die Inschrift Metlvmth in Feld 38 scheint ebenfalls kein Name zu sein, sondern für einen Verbund von Personen oder Räumen zu stehen. In Feld 17 wird auch statt Tur die Lesart Pul angegeben in der Bedeutung Himmel als Gegensatz zu Metlvmth von Feld 38, das dann als Erde gedeutet wird. Insgesamt dürften es 24 verschiedene Götternamen sein.

### Die Götter der Bronzeleber
Die Tabelle folgt den Bezeichnungen und Zuschreibungen von L. Bouke van der Meer.
| Nr. | Inschrift | Gottheit                                 | Feld                   |
| --- | --------- | ---------------------------------------- | ---------------------- |
| 1   | Cath      | Catha (Eos) – Sonnengottheit             | 8 / 23                 |
| 2   | Celsth    | Cel (Gaia) – Erdgöttin ?                 | 13                     |
| 3   | Cilen     | Cilens – Schicksalsgöttin                | 1 / 16 / 36            |
| 4   | Cvl Alp   | Culsu/Culsans (Janus) – Gott der Tore    | 14                     |
| 5   | Fufluns   | Fufluns (Dionysos) – Gott des Weines     | 9 / 24                 |
| 6   | Herc      | Hercle (Herakles)                        | 29                     |
| 7   | Lar       | Laran (Mars) – Kriegsgott                | 26                     |
| 8   | Lasl      | Lasa – Begleiterin der Turan             | 19                     |
| 9   | Letha     | Lethan – Unterweltgott ?                 | 11 / 18 / 27 / 32 / 37 |
| 10  | Lvsl      | Lusa – Fruchtbarkeitsgöttin ?            | 6 / 33                 |
| 11  | Mae       | Mae – ?                                  | 4                      |
| 12  | Mar       | Maris – Sohn von Laran und Turan ?       | 26 / 30 / 39           |
| 13  | Neth      | Nethuns (Neptun) – Gott des Meeres       | 7 / 22 / 28            |
| 14  | Satres    | Satre (Saturn) – Fruchtbarkeitsgott      | 35                     |
| 15  | Selva     | Selvans (Silvanus) – Naturgottheit       | 10 / 31                |
| 16  | Tecvm     | Tecum – ?                                | 5                      |
| 17  | Tin       | Tinia (Jupiter) – Hauptgott              | 1 / 2 / 3 / 20 / 22    |
| 18  | Tlusc     | Tluscu – Erdgott ?                       | 12 / 33 / 40           |
| 19  | Tur       | Turan (Venus) – Fruchtbarkeitsgöttin     | 17                     |
| 20  | Tvnth     | Tunth (Demeter) – Fruchtbarkeitsgöttin ? | 25                     |
| 21  | Uni       | Uni (Juno) – Fruchtbarkeitsgöttin        | 4                      |
| 22  | Vetisl    | Vetis (Veiovis) – Unterweltgott          | 15                     |
| 23  | Velch     | Velchans – Fruchtbarkeitsgott ?          | 34                     |
| 24  | Thvfthas  | Thufultha – Unterweltgöttin ?            | 2 / 20 / 21            |

Einige Gottheiten konnten trotz aller Bemühungen bisher nicht eindeutig identifiziert werden, da Lesung und Deutung dadurch erschwert werden, dass bei den Inschriften häufig Abkürzungen und eventuell für dieselbe Gottheit unterschiedliche Schreibungen verwendet werden. Zudem erscheinen einige Götternamen ausschließlich auf der Bronzeleber. Die Endungen -l oder -s weisen auf feminine oder maskuline Genitive hin. Etwa die Hälfte der genannten Götter ist genuin etruskischen Ursprungs, die andere Hälfte wurde aus der römischen oder griechischen Götterwelt adaptiert. Der griechische Heros Herakles wurde von den Etruskern wie auch später von den Griechen und Römern als Gott verehrt. Ungeklärt ist, warum auf der Bronzeleber von Piacenza wichtige Gottheiten wie die Unterweltherrscher Aita (Hades) und Phersipnai (Persephone) ebenso fehlen wie Apulu (Apollon) und Menrva (Athene), die im Kult und in der bildenden Kunst von großer Bedeutung waren.

## Antike Quellen

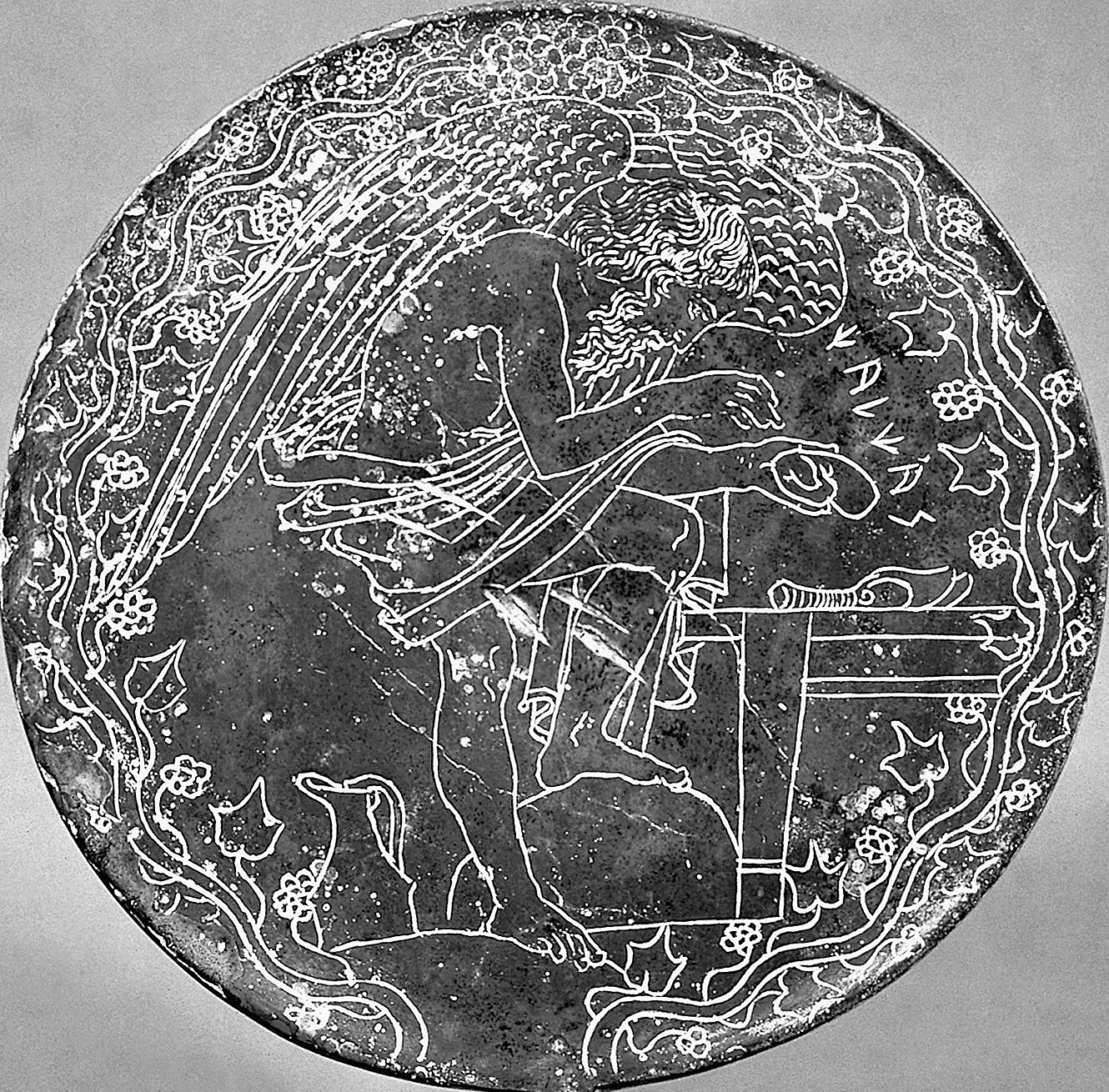
Mythische Leberschau auf dem Kalchas-Spiegel

Die Erkenntnisse über die Eingeweideschau (haruspicinum) und die Blitzlehre wurden von den Etruskern in den Büchern der Etrusca disciplina, wie sie die Römer nannten, überliefert. Zur Disciplina zählten die libri haruspicini, die libri fulgurales und die libri rituales. Diese Werke sind alle nicht mehr erhalten, allerdings übernahmen römische Schriftsteller einiges aus den lateinischen Übersetzungen dieser Bücher. Da zahlreiche römische Werke ebenfalls verloren gegangen sind, ist die verbliebene Literatur über die Etrusker fragmentarisch. Einzelheiten der Leber- und Blitzschau sind nicht überliefert.
Die wenigen erhaltenen Berichte über die Leberschau beziehen sich auf den „Kopf“ der Leber, den Schwanzlappen, der auf der Bronzeleber als Pyramide dargestellt ist und in antiken Quellen wie Titus Livius (59 v. Chr.–17 n. Chr.) als caput iocineris bezeichnet wird. Ein fehlender oder deformierter Kopf wurde bei der Leberschau als unheilvoll angesehen. Ein Spalt im Schwanzlappen galt als ungünstiges Zeichen, außer bei Angst oder Unruhe. Dann konnte das auslösende Ärgernis zu einem Ende kommen. Eine stark vergrößerte Leber war dagegen ein gutes Omen, ebenso ein doppelter Kopf. Von Marcus Tullius Cicero (106–43 v. Chr.) wird überliefert, dass die Leber in einen unheilvollen feindlichen Teil (pars hostilis) und einen glückverheißenden freundlichen Teil (pars familiaris) unterteilt ist.
Nach Plinius dem Älteren (23/24–79 n. Chr.) wohnten die Blitzgötter der Etrusker in 16 Himmelsregionen mit jeweils vier Sektoren in den vier Quadranten der Himmelsrichtungen. Blitze aus Osten galten als günstig, Blitze aus Westen als unheilvoll. Tinia, der Hauptgott der Etrusker und vergleichbar mit dem römischen Jupiter, konnte aus drei verschiedenen Regionen Blitze werfen. Die Blitze, die er nach Beratung mit dem Rat der zwölf Götter (dei consentes) schleuderte, verhießen insgesamt nichts Gutes. Die Blitze, zu denen die Schicksalsgötter, die obersten und verhüllten Götter (dei superiores et involuti) befragt worden waren, galten als besonders unheilvoll.

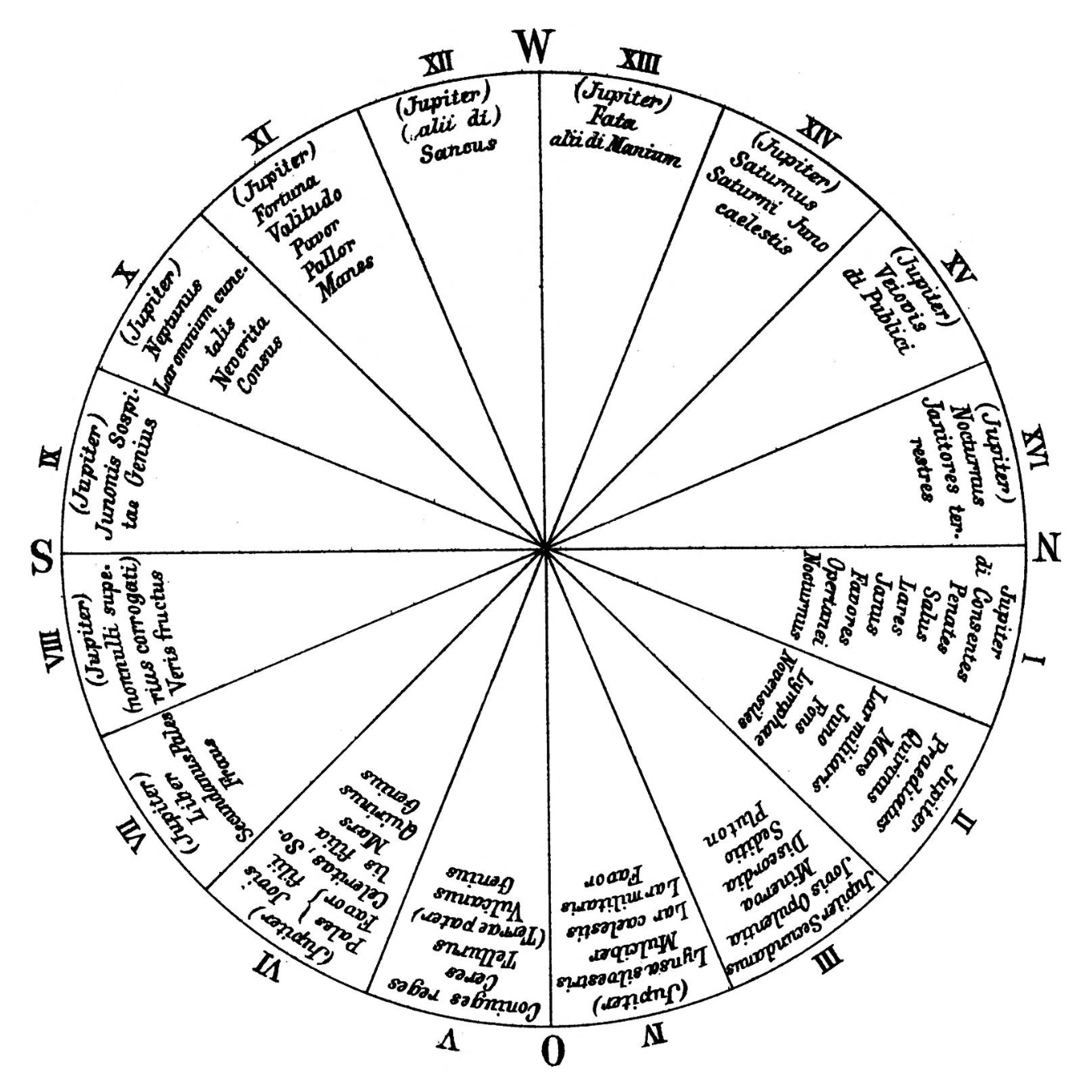
Die Götter der 16 Himmelsregionen nach Martianus Capella

Nach römischer Auffassung waren dagegen die ersten drei Himmelsregionen von Nord nach Nordost allein den Blitzen des Jupiter vorbehalten. Jupiter konnte zudem seine Blitze aus allen Himmelsregionen werfen. Martianus Capella, ein römischer Enzyklopädist des 5. oder frühen 6. Jahrhunderts, hat in seinem Werk De nuptiis Philologiae et Mercurii den 16 Himmelsregionen römische Götternamen zugeordnet. Jupiter findet sich in allen Himmelsregionen.

## Forschungsgeschichte
Wilhelm Deecke (1831–1897) befasste sich 1880 in seinen Etruskische Forschungen im vierten Heft unter dem Titel Das Templum von Piacenza eingehend mit der Bronzeleber. Er entzifferte überwiegend korrekt die etruskischen Inschriften in den 40 Feldern und konnte darlegen, dass die 16 umlaufenden Felder am Rand der Bronzeleber die 16 Himmelsregionen der etruskischen Blitzlehre darstellen. Ein systematischer Vergleich der Götter in den 16 umlaufenden Feldern der Bronzeleber mit den Gottheiten der Himmelsregionen von Martianus Capella ergab eine relativ große Übereinstimmung auch mit antiken Quellen, so dass auf die Bücher der Etrusca Disciplina als gemeinsame Quelle beider Einteilungen geschlossen werden konnte.

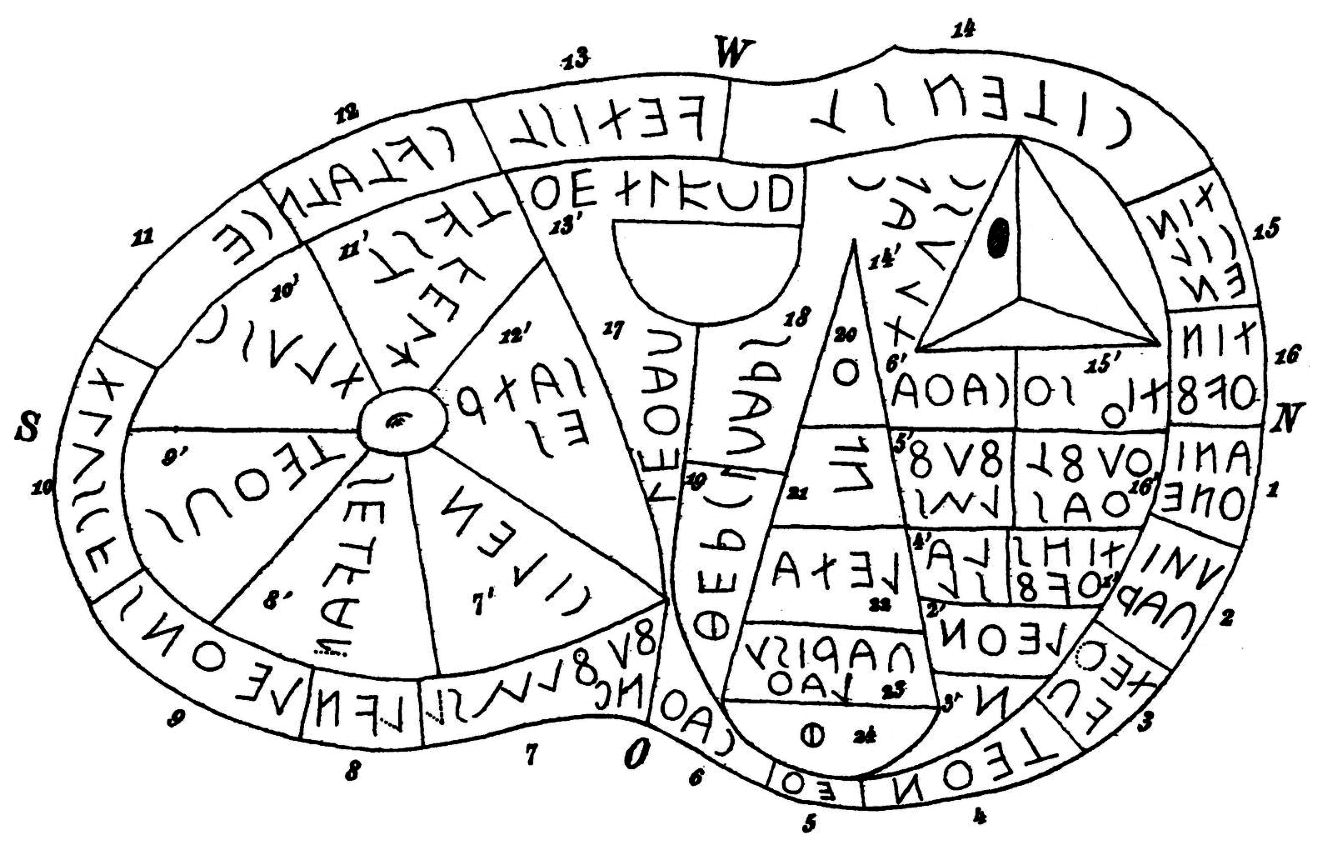
Bronzeleber von Piacenza: Zählung der Götterzonen nach Wilhelm Deecke

Deecke nahm an, dass die ersten beiden Regionen des Tinia der westlichen Hälfte zuzuordnen sind, und ließ seine Zählung mit diesen Zonen im Norden enden. Dann verglich er die Regionen des Martianus mit seiner Zählung und gelangte zu keiner überzeugenden Übereinstimmung. Deecke vermutete in der Bronzeleber die miniaturartige Darstellung eines templums, also eines heiligen Bezirks für die Divination. Dieser Ansatz wird in der modernen Forschung nicht weiter verfolgt. Heute geht man davon aus, dass die Schafsleber selbst der heilige Ort, das templum ist.
Carl Olof Thulin (1871–1921) verlegte in seinem Werk Die Götter des Martianus Capella und der Bronzeleber von Piacenza die ersten beiden Regionen des Tinia ebenfalls in die westliche Hälfte, da Blitze aus diesen beiden Regionen gemäß antiker Quellen ein Unglück ankündigten, und vermutete eine Verschiebung mehrerer Zonen nach Osten in römischer Zeit, darunter auch die des obersten Blitzgotts. Diese Verschiebung rückgängig gemacht, ergaben sich dadurch größere Übereinstimmungen. Thulins Lesart der Götternamen und Zuordnung entsprechender römischer Götter sind teilweise bis heute gültig.

### Die Blitzgötter der Bronzeleber
Die Tabelle folgt den Bezeichnungen und Zuschreibungen von Friedhelm Prayon.
| Region | Inschrift  | Etruskische Gottheit                                 | Gottheit und Region nach Martianus Capella |
| ------ | ---------- | ---------------------------------------------------- | ------------------------------------------ |
| 1      | Tins/thne  | Tinia (Jupiter) – oberster Blitzgott                 | Jupiter (III)                              |
| 2      | Uni/Mae    | Uni (Juno) – Fruchtbarkeitsgöttin                    | Juno (II)                                  |
| 3      | Tec/vm     | Tecum = Menrva (Minerva) – Tochter von Tinia und Uni | Minerva (III)                              |
| 4      | Lvsl       | Lusa – ?                                             | ?                                          |
| 5      | Neth       | Nethuns (Neptun) – Gott des Meeres                   | ?                                          |
| 6      | Cath       | Cavtha (Eos) – Sonnengottheit                        | Solis filia (VI)                           |
| 7      | Fuflu/ns   | Fufluns (Dionysos) – Gott des Weines                 | Liber (VII)                                |
| 8      | Selva      | Selvans (Silvanus) – Naturgottheit                   | Veris fructus (VIII)                       |
| 9      | Lethn      | Lethans – ?                                          | ?                                          |
| 10     | Tluscv     | Tluscu – ?                                           | ?                                          |
| 11     | Cels       | Cel – Erdgöttin                                      | ?                                          |
| 12     | Cvl/Alp    | Culsu/Culsans (Janus) – Gott der Tore                | ?                                          |
| 13     | Vetisl     | Vetis (Veiovis) – Gott der Unterwelt                 | Veiovis (XV)                               |
| 14     | Cilensl    | Cilens – Schicksalsgöttin                            | Nocturnus (XVI)                            |
| 15     | Tin/Cil/en | Tinia mit der Schicksalsgöttin Cilens                | Jupiter (I)                                |
| 16     | Tin/Thvf   | Tinia mit strafender Funktion                        | Jupiter mit Di Consentes (II)              |

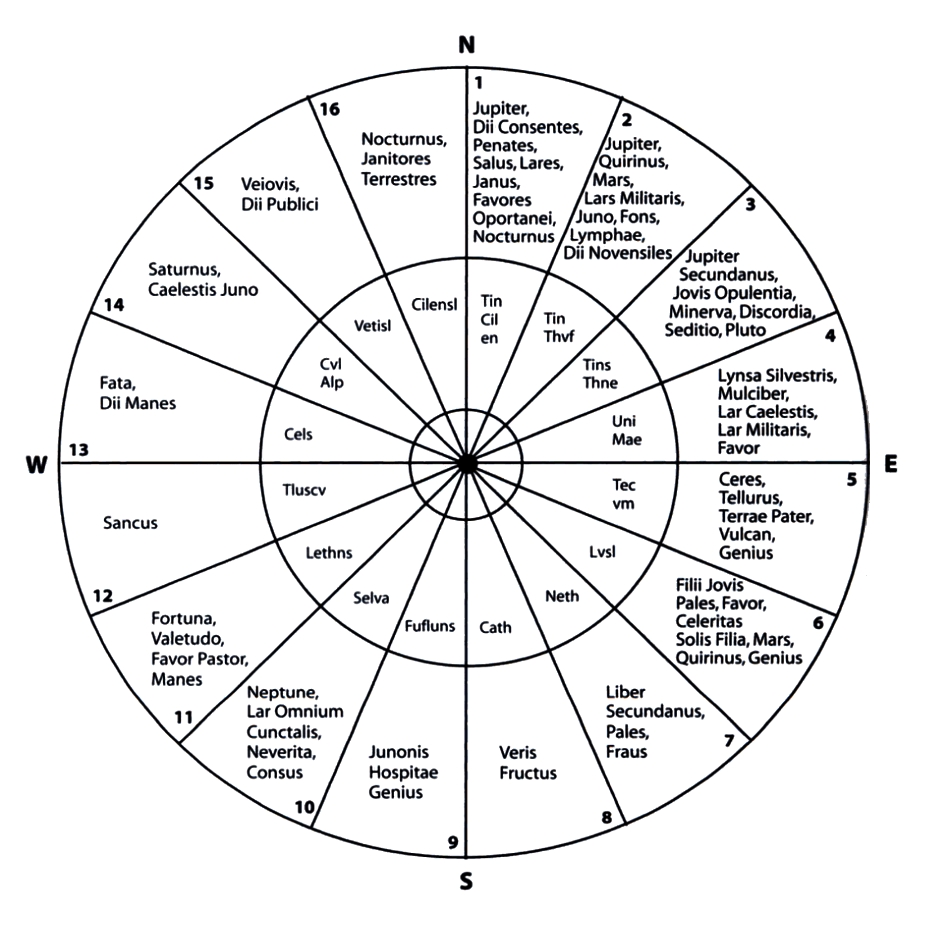
Gottheiten der 16 Himmelsregionen nach Martianus Capella (außen) und der Bronzeleber von Piacenza (innen) ohne Verschiebung um zwei Felder nach links

Ein Teil der modernen Forschung folgt dem Ansatz von Thulin, sucht aber nicht mehr in den Regionen nach umfassender Übereinstimmung. Ein anderer Teil in der Etruskologie ordnet entsprechend den römischen Quellen die drei Himmelsregionen des Tinia der Osthälfte zu und erreicht dadurch auch eine gewisse Übereinstimmung mit den Regionen des Martianus Capella.
Adriano Maggiani lieferte 1982 einen grundlegenden Überblick über die Probleme der Lesung und Interpretation der in der Bronzeleber eingeritzten Götternamen. Einen wesentlichen Beitrag zur Deutung der Bronzeleber von Piacenza leistete 1987 Bouke van der Meer in seinem Werk The Bronze Liver of Piacenza. Analysis of a polytheistic structure, das nahezu alle epigrafischen, literarischen und archäologischen Quellen berücksichtigt.